# Phyllis Chesler
 (janvier 2020).
Si vous disposez d'ouvrages ou d'articles de référence ou si vous connaissez des sites web de qualité traitant du thème abordé ici, merci de compléter l'article en donnant les références utiles à sa vérifiabilité et en les liant à la section « Notes et références ».
Phyllis Chesler (1er octobre 1940) est une écrivaine américaine, psychothérapeute et professeure émérite en psychologie et women's studies. Féministe réputée, elle a publié 19 livres, dont le best-seller Les femmes et la folie (1972). Elle  a écrit sur divers sujets : genre, maladies mentales, divorce et garde d'enfants, gestation pour autrui, deuxième vague féministe, pornographie, prostitution, inceste et violence contre les femmes.
Elle a également publiés divers travaux sur l'antisémitisme, l'islam et les crimes d'honneur.

## Biographie
Phyllis Chesler est née dans une famille juive à Brooklyn, New York. Elle vit un premier mariage avec un homme originaire d'Afghanistan. Son voyage chez sa belle-famille la pousse à s'engager dans le féminisme.
Elle devient rapidement une figure majeure de la deuxième vague du féminisme aux États-Unis, à l'instar de Susan Faludi et Ti-Grace Atkinson. Elle milite notamment pour le droit à l'avortement et dénonce les violences physiques et psychologiques faites aux femmes.
En 1969, elle cofonde l'Association for Women in Psychology. 
En 1972, elle écrit Les femmes et la folie qui est écoulé à plus de 2,5 millions d'exemplaires.
En 2022, les Éditions du Portrait publient Lettres aux jeunes féministes.

## Œuvres

### Éditions originales
- Women and Madness (1972 ; éd. révisée en 2005)
- Women, Money and Power (co-écrit avec Emily Jane Goodman) (1976)
- About Men (1978)
- With Child: A Diary of Motherhood (1979)
- Mothers on Trial: The Battle for Children and Custody (1986 ; éd. 25e anniversaire en 2011)
- Sacred Bond: The Legacy of Baby M (1988)
- Patriarchy: Notes of an Expert Witness (1994)
- Feminist Foremothers in Women's Studies, Psychology, and Mental Health (1995)
- Letters to a Young Feminist (1998)
- Woman's Inhumanity to Woman (2002)
- Women of the Wall: Claiming Sacred Ground at Judaism's Holy Site (2002)
- The New Anti-Semitism: The Current Crisis and What We Must Do About It (2003)
- The Death of Feminism: What's Next in the Struggle for Women's Freedom (2005)
- An American Bride in Kabul: A Memoir (2013)
- Living History: On the Front Lines for Israel and the Jews: 2003–2015 (2015)
- Islamic Gender Apartheid. A Veiled War Against Women (2017)
- A Family Conspiracy: Honor Killing (2018)
- A Politically Incorrect Feminist: Creating a Movement with Bitches, Lunatics, Dykes, Prodigies, Warriors, and Wonder Women (2018)
- Requiem for a Female Serial Killer (2020)

### Traductions françaises
- Les femmes et la folie, traduit par Jean-Pierre Cottereau, préface par Hélène Cixous, Payot et Rivages, coll. « Traces », Paris, 1975, 262 p.  (ISBN 978-2-228-54010-0)
- Journal d'une femme, traduit par Marie-Anne Böhm-Trémeau, éditions des femmes, Paris, 1983, 230 p.  (ISBN 9782721002389)
- La Mâle donne, traduit par Dominique Taffin, éditions des femmes, Paris, 1983, 288 p.  (ISBN 9782721002495)
- Le Nouvel Antisémitisme : Dénoncer pour faire cesser, traduit par Marc Rozenbaum, Eska, Paris, 2005, 350 p.  (ISBN 978-2747207669)
- Lettres aux jeunes féministes, traduit par Caroline Nicolas et Camille Nivelle, Éditions du Portrait, Paris, 2022, 184 p.  (ISBN 978-2371200371)